# Jiří Souhrada
Jiří Souhrada (10. dubna 1898 Litoměřice – 14. dubna 1950 Věznice Mírov) byl československý důstojník, příslušník československé armády v zahraničí v období druhé světové války a oběť komunismu.

## Život

### Před druhou světovou válkou
Jiří Souhrada se narodil 10. dubna 1898 v Litoměřicích v rodině vojenského stavebního oficiála Františka Souhrady a Antonie, rozené Paulové. Studoval na rakousko-uherských vojenských školách, postupně na Nižší vojenské reálce v Enns, Vyšší vojenské reálce v Hranicích a Vojenské akademii v Hainburg an der Donau. Během první světové války bojoval na italské frontě, kde dosáhl na funkci velitele roty. Po vzniku Československa se přihlásil do služby v Československé armádě a v roce 1919 se zúčastnil bojů proti Maďarům na jihu Slovenska. Do roku 1927 sloužil v Komárně, poté vyučoval zákopnictví na pěchotním učilišti v Milovice a působil jako velitel dvora  v rámci Vojenského technického ústavu. Od roku 1937 vyučoval na Vojenské akademii v Hranicích ženisty.

### Druhá světová válka
Po německé okupaci v březnu 1939 společně s bratrem mjr. Hynkem Souhradou vstoupil do protinacistického odboje, zejména se snažil o shromažďování a ukrývání zbraní, munice a trhavin. Na začátku roku 1940 oběma začalo hrozit zatčení gestapem, proto 15. března 1940 ilegálně opustili Protektorát Čechy a Morava a přes Slovensko a Maďarsko docestovali do Bělehradu, kde se na francouzském velvyslanectví přihlásili do služby v československé zahraniční armádě a následně byli prezentováni u československé jednotky v Agde. Ve Francii se stal Jiří Souhrada velitelem divizních ženistů, u této aprobace zůstal i po pádu Francie a evakuaci do Spojeného království. Stal se velitelem ženijní roty, která od září 1944 působila při obléhání Dunkerque. Od 1. dubna 1945 zastával post velitele ženijního vojska u Hlavního štábu Československé armády v Londýně. Dosáhl hodnosti podplukovníka.

### Po druhé světové válce
Již v srpnu 1945 byl Jiří Souhrada povýšen do hodnosti plukovníka. Dne 23. září 1949 byl komunistickou mocí zatčen a 16. ledna 1950 umístěn do Tábora nucených prací na Mírově, kde měl být společně s dalšími bez soudu držen na neurčito. Věznění si vyžádalo daň na jeho zdravotním stavu a 14. dubna 1950 zemřel po náročném a dlouhém výslechu ve věznici na infarkt. Pohřben je v rodinném hrobě na městském hřbitově v Terezíně.

## Rodina
Manželka Jiřího Souhrady spáchala po jeho skonu sebevraždu. Jeho bratr Hynek Souhrada se stal jedním z velitelů Slovenského národního povstání, po jeho porážce padl do německého zajetí a na jaře 1945 byl v Německu za nevyjasněných okolností popraven nebo zavražděn. Jeho žena Helena Souhradová byla od 18. září 1942 do osvobození internována v Internačním táboře ve Svatobořicích.

## Vyznamenání
- 2x Československý válečný kříž 1939
- Československá medaile Za chrabrost před nepřítelem
- Řád britského impéria třídy důstojník